# Cassie Ramone
Cassie Grzymkowski (Nueva Jersey, 17 de marzo de 1986), más conocida como Cassie Ramone, es una artista y compositora norteamericana. Ramone se hizo famosa como vocalista y guitarrista de la banda indie rock Vivian Girls. También formó el grupo The Babies junto a Kevin Morby (de Woods). Durante el hiato de The Babies, Ramone editó su primer LP en solitario, titulado The Time Has Come.

## Biografía
Ramone nació y se crio en Nueva Jersey, donde fue al instituto y más tarde conoció a su futura compañera de grupo Katy Goodman. En 2004 se mudó a Brooklyn y empezó estudiar en el Pratt Institute.
Ramone formó la banda Bossy junto con Jamie Ewing y Justin Sullivan, y estuvieron en activo hasta 2007. El mismo año, cofundó la banda de indie rock Vivian Girls con Goodman y Frankie Rose. Grabaron tres discos, Vivian Girls (2008), Everything Goes Wrong (2009) y Share the Joy (2011), antes de separarse en 2014. Después de conocer a Kevin Morby de Woods, empezaron un proyecto llamado The Babies.
En 2014, Ramone inició su carrera en solitario con un disco titulado The Time Has Come, con Ariel Pink al bajo. El disco se agotó en la primera tirada. A principios de 2015, formó la banda Melt, pero solo grabaron una demo. También formó un grupo llamado OCDPP junto a Dee Dee de Dum Dum Girls y el artista XRay Eyeballs.
En diciembre de 2015, editó un disco llamado Christmas in Reno, donde hacía versiones de villancicos populares americanos.

## Arte
Además de música, Ramone es artista. Diseñó la mayoría del artwork de los discos de Vivian Girls y The Babies. También hace dibujos, pinturas, esculturas y collages que sube en su cuenta de Flickr.

## Influencias
Ramone cita como influencia a Neil Young, The Wipers, Burt Bacharach, The Shangri-las, Rush, The Bananas, The Ramones, Johnny Horton, The Carpenters, Dead Moon y Elliott Smith. 

## Discografía

### En solitario

#### Álbumes de estudio
| Título            | Detalles de álbum                                                                 |
| ----------------- | --------------------------------------------------------------------------------- |
| The Time Has Come | - Fecha: 26 de agosto de 2014 - Sello: Loglady - Formatos: LP, descarga Digital   |
| Christmas In Reno | - Fecha: 11 de diciembre de 2015 - Sello: Burger - Formatos: LP, descarga Digital |

#### Singles compartidos
| Año  | Single                               | Otro artista  |
| ---- | ------------------------------------ | ------------- |
| 2010 | "The Beets/Cassie Ramone"            | The Beets     |
| 2013 | "Less Artists More Condos Series #5" | Hunx          |
| 2013 | "I'm a Freak/Only You"               | XRay Eyeballs |

#### Apariciones en álbumes
| Año  | Canción                            | Artista         | Álbum                                                                   |
| ---- | ---------------------------------- | --------------- | ----------------------------------------------------------------------- |
| 2010 | "Are Your Parents Still Together?" | Gospel Music    | Duettes                                                                 |
| 2014 | "Hanging On"                       | Varios Artistas | Love Anyway!!! Even If... Fuck Off!!! (The Hi-Lo Tunez Plan: 20th Step) |

### Bossy
- The Best of Bossy (2009)

### Vivian Girls
- Vivian Girls (2008)
- Everything Goes Wrong (2009)
- Share the Joy (2011)

### The Babies
- The Babies (2011)
- Cry along with The Babies (2012)
- Our House on the Hill (2012)